# 马壁镇
马壁镇是中华人民共和国山西省临汾市安泽县下辖的一个乡。2021年5月，撤销杜村乡。将原杜村乡的河阳、文洲、苏村、东唐4个村委会并入马壁乡，设立马壁镇。

## 行政区划
马壁镇下辖以下村级行政区划单位：
马壁村、荆村、唐村、秦必村、刘村、海东村、东里村、郎寨村、卫寨村、石槽村、王河村、辛庄村和下石村。